# تايوانيون أصليون

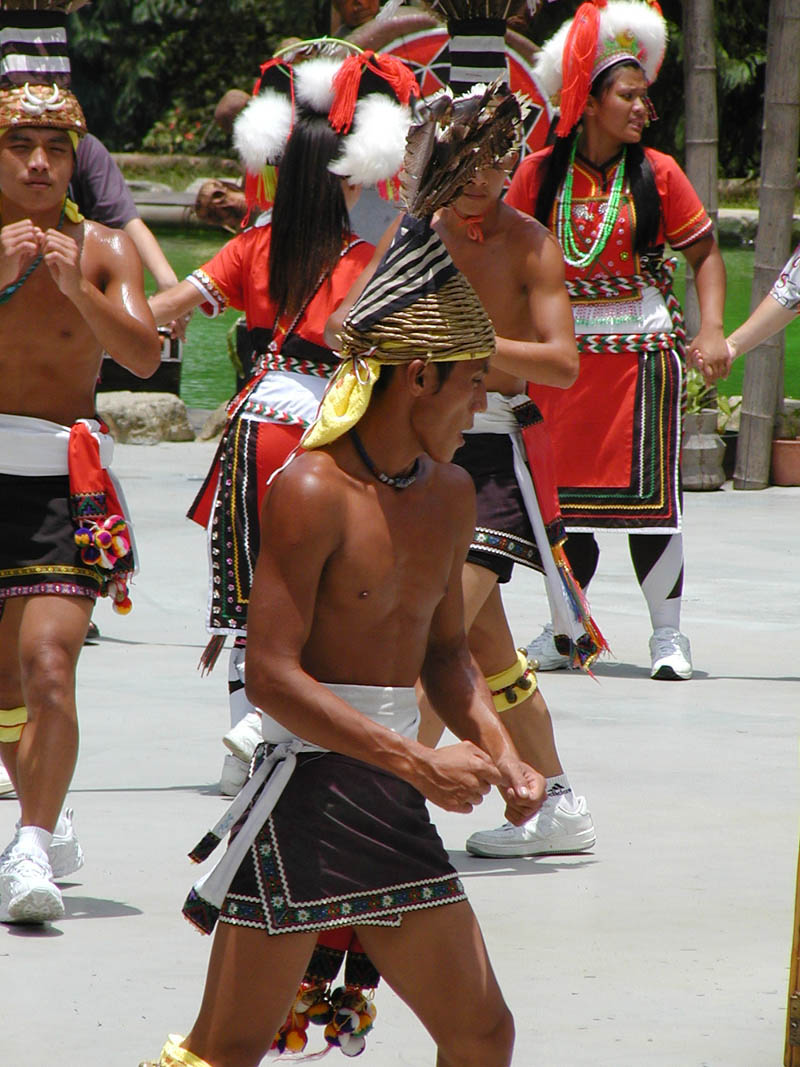

التايوانيون الأصليون (ويُدعون: التايوانيون البلديون، والفورموسانيون، والتايوانيون الأسترونيزيون) هم سكان تايوان الأصليون، البالغ عددهم حاليًّا نحو 569,008 أو 2.38% من سكان الجزيرة؛ أو أكثر من 800,000 إذا احتسبنا احتمالية الاعتراف الرسمي بسكان السهل التايواني الأصليين. أشار بحث متأخر إلى أن تاريخ سلفهم قد يصل إلى 5,500 سنة، وأنهم عاشوا في عزلة نسبية قبل أن تبدأ هجرة كبيرة لِلهان (الصينيين) من البر الصيني الرئيس في القرن السابع عشر. التايوانيون البلديون الأسترونيزيون، متصلون لغويًا وجينيًا بغيرهم من الأسترونيزيين. وبمجموعات عِرقية منها: البولينيزيون، ومعظم سكان الفلبين وإندونيسيا وماليزيا وبروناي، وغيرهم.
شهد التايوانيون البلديون قرونًا من المنافسة والصراع العسكري ضد سلسلة من الاستعماريين. فُرضت عليهم سياسات حكومية مركزية محفزة للتحول اللغوي والاستيعاب الثقافي، واستمر اتصالهم بالمستعمِرين من خلال التجارة والتزاوج وغيرهما من عمليات التثاقُف، فأدى كل هذا إلى درجات متفاوتة من الموت اللغوي وضياع الهوية الثقافية الأصلية. على سبيل المثال: كان بين التايوانيين البلديين 26 لغة تقريبًا (يُشار إليها معًا بـ «لغات الفورموسان»)، انقرض منها حتى الآن 10 على الأقل، و5 على وشك الانقراض، وبعضها مهدَّد إلى حد. لتلك اللغات أهمية تاريخية فريدة، فمعظم اللغويين التاريخيين يعدون تايوان الموطن الأصلي لعائلة اللغات الأسترونيزية.
كان متحدثو الأسترونيزية التايوانيون منتشرين في جزء كبير من «السلسلة الجبلية الوسطى» الوعرة، وكانوا متركزين في قرى على طول السهول الرسوبية. يعيش أغلب المعاصرين منهم في الجبال والمدن.
يعاني التايوانيون الأصليون من عيوب اقتصادية واجتماعية، منها ارتفاع معدل البطالة وسوء التعليم. منذ أوائل ثمانينيات القرن الماضي نَشطت عدة جماعات بلدية إلى دفع عجلة نموها الاقتصادي وزيادة مشاركتها السياسية. يدعو البلديون إلى إحياء الفخر العِرقي بعدة طرائق، منها: إدماج بعض عناصرهم الثقافية في موسيقا البوب الرائجة. تُبذل جهود في المجتمعات الأصلية لإحياء العادات الثقافية وحفظ اللغة التقليدية. ويُعد «المهرجان الثقافي الأسترونيزي» في مدينة تايتونج من الوسائل التي يَدعم بها أفراد مجتمعيون الثقافة البلدية. فوق ذلك، صارت عدة مجتمعات بلدية تشارك بفعالية في مجالَيِ السياحة والسياحة البيئية، لحفظ ثقافتها وزيادة استقلالها الاقتصادي.

## تاريخ البلديين
التايوانيون البلديون أسترونيزيون، متصلون لغويًا وجينيًا بمجموعات عِرقية أسترونيزية أخرى، كسكان الفلبين وإندونيسيا وماليزيا ومدغشقر وأوقيانوسيا. تشير أدوات من الحصى المَبرِيّ تاريخها 15,000 سنة إلى أن سكان تايوان الأوائل كانوا من ثقافات «العصر الحجري القديم» (الذي هو جزء من «العصر الحديث الأقرب»). عاش أولئك على الكائنات البحرية. تشير أدلة أثرية إلى حدوث تغير مفاجئ في «العصر الحجري الحديث» منذ نحو 6,000 سنة، زامن ظهور الزراعة واستعمال الحيوانات الأليفة والفخاريات والقدائم الحجرية المصقولة. كانت القدائم الحجرية تُنتج بالجملة في بسكادورز والجزر المجاورة، من أحجارها البركانية. وهذا يدل على أن زمانهم شهد ازديادًا في التنقل البحري بين تايوان وتلك الجزر.
أُجريت في عام 2016 تحليلات حمض نووي شاملة، لمعرفة كيف انتشرت تلك العائلة اللغوية في مساحة واسعة متنوعة جينيًّا كتلك. بيّنت النتائج أن جزر جنوب شرق آسيا دخلتها موجتان من العصر الحجري الحديث، لكنهما كانتا مجرد تفاعلات محدودة. بلغت الموجة الأولى شرق إندونيسيا وسكان بابوا، لكن تأثير الثانية خارج الفلبين كان طفيفًا. ذهب مؤلفو الدراسة إلى أن تأثُّر السكان ثقافيًّا نتج عن تفاعلات محدودة وموجات تثاقُف كان لها أثر كبير في لغتهم، إذ كان المهاجرون التايوانيون يُعَدون من النخبة أو من أرباب الأديان والفلسفات الجديدة.
يمكن تصنيف ناطقي الأسترونيزيات إلى مجموعتين مختلفتين جينيًا:
مجموعة ملايو (أو سوندا)، وتشمل معظم سكان: إندونيسيا، وماليزيا، والفلبين، ومدغشقر، والبر الرئيس الآسيوي تاريخيًا.
مجموعة البولينيزين التايوانيين، وتشمل معظم سكان: تايوان، وشمال الفلبين، وبولينيزيا، وميكرونيسيا، والصين الجنوبية تاريخيًا.
يبدأ تاريخ البلديِّين المسجَّل من نحو القرن السابع عشر، وغالبًا ما سيطرت عليه سياسات القوى الأجنبية وآراء غير البلديين. وصل التُّجار الهولنديون في 1624، فاستعمروا أراضي البلديين، ومن بعدهم استعمرها تباعًا: الإسبانيون، وأسرة مينغ الصينية، وأسرة تشينغ الصينية، واليابانيون، وحكام الجمهورية الصينية. شارك كل من تلك المراكز الثقافية «المحضِّرة» المتعاقبة في صراع عنيف وتفاعل اقتصادي سلمي مع السكان الأصليين الجبَليين والسهليين. وأثروا -بدرجات متفاوتة- في ثقافة الأصليين ولغتهم.
من القرن السابع عشر إلى أوائل القرن العشرين، كان أثر المستوطنين الأجانب -الهولنديين والإسبانيين وأسرة الهان- أكبر في السكان السهليِّين وأشمل، إذ كان بلوغهم أسهل جغرافيًا من بلوغ الجبَليين، فكان تعاملهم مع القوى الأجنبية أكثر. بحلول أوائل القرن العشرين كان السهليون قد اندمجوا إلى حد كبير في الثقافة التايوانية المعاصرة، من جراء الحكم الاستعماري الأوروبي والهانيّ. حتى النصف الثاني من فترة الاستعمار الياباني، لم يكن الجبليون خاضعين كلهم لسياسة خارجية. لكن في منتصف ثلاثينيات القرن الماضي تغيرت ديناميكية التثاقُف، إذ بدأ اليابانيون يلعبون في ثقافة المجتمعات الجبلية دورًا أشد هيمنة وسيطرة. واستمرت الهيمنة الزائدة هذه أثناء حكم «الحزب القومي الصيني». شهد هذان العصران تغيرات عديدة فيما للاستعماريين و«مشاريعهم المحضِّرة» من آثار فردية وإقليمية. أحيانًا ما قُبلت القوى الأجنبية عن طيب نفس، إذ تبنّت بعض المجتمعات ملابس وممارسات ثقافية أجنبية (هاريسون 2003)، وتاجر الأجانب في الكافور والسكّر والشاي والأرز وجلود الغزلان. لكن غالبًا من فُرضت التغيرات الأجنبية بالقوة.
معظم المعلومات التاريخية المتعلقة بالتايوانيين البلديين جمعتها تلك الأنظمة الحكومية، في صورة تقارير حكومية ومنشورات كانت جزءًا من مشاريع «تحضير» أكبر. ساعد جمع المعلومات على تعزيز السيطرة الحكومية.